# Deldoul (Djelfa)
Deldoul è un comune dell'Algeria, situato nella provincia di Djelfa.